# Turner Classic Movies
Turner Classic Movies (TCM) este un canal de televiziune american lansat pe 14 aprilie 1994 de Ted Turner. TCM este specializat, în mare, pe filme clasice ale secolului al XX-lea. Postul s-a extins în Europa și în Asia, făcând cunoscute publicului o serie de producții ale cinematografiei. În România, acesta a fost lansat pe 15 octombrie 1999, înlocuind versiunea pan-europeană a TNT Classic Movies.
Din 1 martie 2007, TCM și Cartoon Network au început să emită 24 din 24 de ore, dar numai la unele companii mai mici de cablu TV, la restul companiilor ramânând partajate în continuare. 
Pe 1 ianuarie 2008, TCM a devenit un post localizat și pentru România, având subtitrări și identitatea grafică în română, pe lângă cele în engleză și poloneză. Tot din aceiași dată, TCM și Cartoon Network au început sa emită 24 din 24 de ore și la Orange România (fostul Romtelecom Dolce), apoi din 1 septembrie 2010 și la Vodafone România (fostul UPC România), din 1 aprilie 2015 și la Focus Sat, UPC Analogic și Digi TV. Din 1 septembrie 2015 a fost difuzat în formatul 16:9.
Acesta a fost înlocuit de TNT (acum Warner TV) pe data de 6 octombrie 2015, atât în România, cât și în Polonia.

## Legături externe
Materiale media legate de Turner Classic Movies la Wikimedia Commons
- Site web oficial